# Port lotniczy Chetumal
Port lotniczy Chetumal (IATA: CTM, ICAO: MMCM) – port lotniczy położony w Chetumal, w stanie Quintana Roo, w Meksyku.